# Vista Klinik

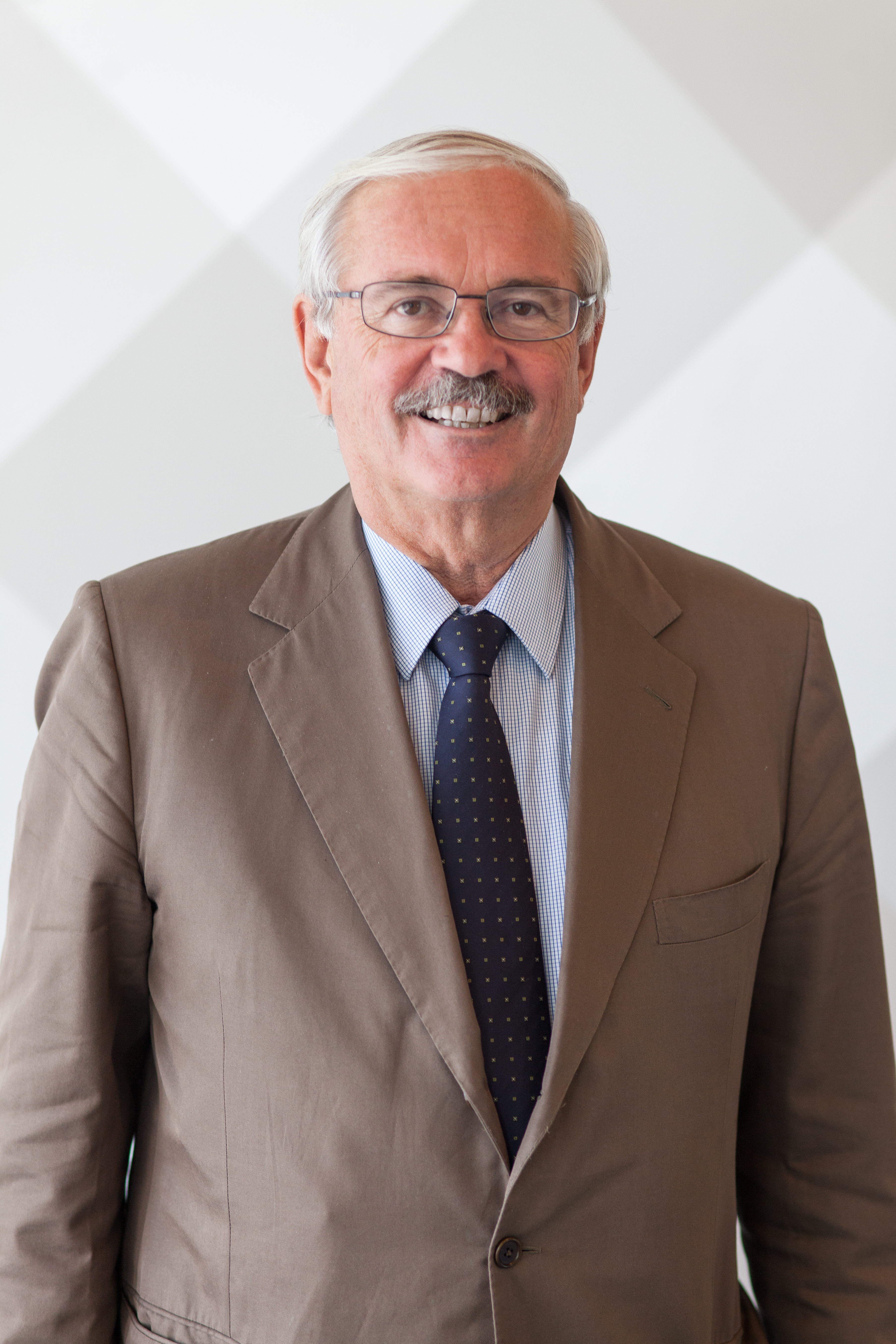
Eduard Haefliger, Augenarzt und Gründer der Vista Klinik

Die Vista Klinik ist die grösste ophthalmologische Klinikgruppe in der Schweiz. Die Gruppe betreibt derzeit unter dem Namen «Vista Augenpraxen & Kliniken» 28 Praxis- und Klinikstandorte in der Deutschschweiz und im Tessin. Der Hauptsitz des Unternehmens befindet sich in Basel-Stadt.
Die Vista Klinik wurde 1989 von dem Schweizer Arzt Eduard Haefliger gegründet und ist heute ein Tochterunternehmen der Veonet-Gruppe, des grössten europäischen Netzwerks von augenärztlichen Einrichtungen mit Sitz in München.
Derzeit beschäftigt die Vista rund 450 Mitarbeitende, darunter rund 80 Augenärzte, und macht einen Jahresumsatz von 150 Millionen Franken.

## Forschungsabteilung und Stiftung
Die Vista Klinik ist anerkannte Ausbildungsstätte für Ophthalmochirurgen sowie Weiterbildungsinstitut für angehende Fachärzte der Ophthalmologie und verfügt nach eigenen Angaben über eine eigene Forschungsabteilung. Ein besonderer Schwerpunkt liegt dabei auf dem Fachgebiet der Makuladegeneration. Die Vista Klinik betreibt ebenfalls die Swiss Cornea Stiftung, welche sich mit Massnahmen beschäftigt, die zu einer Verbesserung der Lebenssituation bei Menschen mit Hornhauterkrankung führen.

## Dienstleistungen
Die augenärztlichen Versorgungszentren der Vista Klinik decken das gesamte Spektrum der Ophthalmologie und Ophthalmochirurgie ab. Zu den häufigsten chirurgischen Eingriffen gehören Operationen des Grauen (Katarakt) und Grünen Stars (Glaukom), Operationen der Netzhaut, Hornhaut-Transplantationen (Keratoplastik) sowie Linsenimplantationen.
Unter dem Namen Laser Vista werden refraktive Laserbehandlungen, aber auch Linsenimplantationen (ICL, CLE) zur Korrektur von Fehlsichtigkeiten angeboten.
Die Vista Klinik bietet zusätzlich ästhetische Gesichtsbehandlungen an.

## Standorte

### Region Basel, Aargau, Bern
- Vista Augenklinik Binningen
- Vista Augenklinik Liestal
- Vista Augenpraxis Aeschenvorstadt
- Vista Augenpraxis Missionsstrasse
- Vista Augenpraxis Birsigstrasse
- Vista Augenpraxis Sissach
- Vista Augenpraxis Riehen
- Vista Augenzentrum Brugg
- Augenzentrum Kiener
- Chirurgie Baregg
- Vista Augenzentrum Thun

### Region Zürich und Thurgau
- Vista Augenklinik Zürich
- Vista Augenklinik Wollishofen
- Vista Augenzentrum Talwiesen
- Vista Augenklinik Seefeld
- Vista Augenpraxis Odeon
- Vista Augenklinik Pfäffikon SZ
- Vista Augenklinik Frauenfeld
- Augenzentrum Watt

### Region Graubünden
- Aivla Vista Augenklinik Pontresina
- Aivla Vista Augenpraxis St. Moritz
- Aivla Vista Augenklinik Savognin
- Aivla Vista Augenpraxis Scuol
- Aivla Vista Augenpraxis Poschiavo
- Aivla Vista Augenpraxis St. Maria
- Vista Augenpraxis Dr. Eisenmann
- Vista Augenpraxis Davos

### Region Tessin
- Avanti Clinica Oculistica del gruppo Vista